# Companyia del Senegal
La companyia del Senegal, creada l'any 1672 a petició de Louis XIV, és una de les nombroses companyies colonials franceses i la segona de les companyies europees fundades al segle xvii per dedicar-se directament a la tracta negrera, un any després de la Royal African Company, fundada l'any 1672 pel duc de York Jaume, cosí de Lluís xiv, que després va esdevenir rei d'Anglaterra el 1685. L'un dels seus primers directors fou el cèlebre almirall Jean-Baptiste du Casse.
Va reemplaçar a la companyia Francesa de les Índies Occidentals, fundada uns vuit anys abans per Jean-Baptiste Colbert però jutjada massa centrada sobre el desenvolupament del tabac i vista pels plantadors com un fre a l'auge del sucre a Guadalupe i Martinica, una cultura basada en el consum ràpid d'esclaus joves, forçats a treballar a fuetades.
França i els Països-Baixos van entrar en guerra l'any 1673. Els Francesos volien, com els anglesos l'any precedent, llançar-se al molt rendible comerç triangular, monopolitzat pels holandesos. Aquesta guerra es va fer contra el parer de Colbert, que havia pactat amb els Holandesos, tolerant el seu comerç intermediari a Àfrica i a les Antilles, per millor taxar els seus productes a les fronteres, segons la doctrina del mercantilisme, tot en exportant els productes de manufactures creades a França amb l'ajuda d'enginyers holandesos.
La nova Companyia no tenia pas dret a l'error, perquè no tenia el monopoli. Els negociants dels grans ports francesos podien d'ara endavant competir, ells també, amb els Països-Baixos en el proveïment dels esclaus a les illes d'Amèrica. La seva companyia germana britànica, la companyia Reial Africana, fundada l'any 1672, va prendre la davantera en l'auge del sucre i de l'esclavatge a Jamaica.
La Companyia del Senegal serà un fracàs financer: l'arribada massiva de negrers francesos i anglesos va fer augmentar molt el preu dels esclaus en origen a les costes d'Àfrica. Però va baixar el cost del seu transport i va satisfer els plantadors de bastó a sucre de Martinica. A la seva creació l'any 1672, no hi havia més que 2.400 esclaus, contra 2.700 anys abans (el 1664) en el moment de la creació de la companyia de les Índies Occidentals.
Sis anys només després del seu reemplaçament per la companyia del Senegal, el nombre d'esclaus a Martinica ja s'havia duplicat i va arribar a 4.900 l'any 1680. El seu nombre serà fins i tot multiplicat per sis en un quart de segle, per arribar a 15.000 l'any 1700. L'un dels primers grans clients fou el més ric plantador de l'illa, Charles François d'Angennes, ex-marquès de Maintenon i governador de Marie-Galante, a qui Lluís XIV va donar el monopoli del comerç amb la Veneçuela espanyola.
El mateix fenomen es va produir a Guadalupe, on la població d'esclaus havia fins i tot retrocedit entre 1664 i 1671, passant de 6.323 a 4.627 en set anys. La creació l'any 1674 de la nova companyia del Senegal va portar el nombre d'esclaus a 6.076 el 1700. Aquest auge de l'esclavatge fou menys ràpid que a Martinica, a la que es reservaven els esclaus més joves i els més resistents, i on Lluís XIV havia instal·lat diversos plantadors ennoblits.

## Primeres temptatives d'instal·lació i creació de Sant-Louis

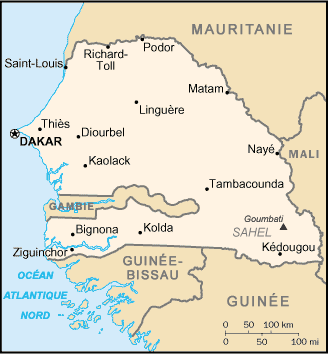
Mapa del Sénégal.

En 1626, Richelieu va fundar la Companyia normanda, una associació dels venedors de Dieppe i Rouen encarregada de l'explotació del Senegal i de Gàmbia. En 1628 una primera factoria fou instal·lat al Senegal. A continuació, el 1638 una «habitació» (embrió de població) fou creada pel normand Thomas Lambert a l'illa de Bocos, a prop de la desembocadura del riu Senegal.
Però, aquesta primera companyia comercial va desaparèixer en 1658 amb la dissolució de la Companyia Normanda de la qual els actius foren adquirits per la companyia Francesa del Cap Verd i Senegal, que al seu torn va haver de transferir els seus actius a continuació de la creació per Colbert el 1664 de la Companyia Francesa de les Índies Occidentals.
En 1659, l'assentament de Bocos fou transferit a l'illa de Ndar, propietat del Brak (rei) del Waalo i situada més amunt. El fort de Sant Louis fou construït llavors per Louis Caullier i va donar nom a l'illa, a la població i a l'establiment. En aquest període debuta la tracta negrera al llarg de les costes occidentals d'Àfrica.
El 1677, cinc anys després de la creació de la companyia, els francesos van conquerir l'illa de Gorée i l'assentament de Rufisque (Rio Fresco).

## Fundació l'any 1673
La fundació correspon a l'època a partir de la qual les plantacions de sucre es desenvoluparen a Jamaica, on el pirata Henry Morgan, arrestat l'any 1672 per la Marina anglesa i empresonat, va acceptar l'any 1674 de tornar per esdevenir plantador de sucre i vice-governador de l'illa, que va protegir en endavant contra les raids dels seus antics amics filibusters.
El rei de França Lluís XIV esperava llavors aconseguir la mateixa operació a Martinica i a Saint-Domingue (Santo Domingo), on va enviar dos anys més tard al marquès de Maintenon, Charles François d'Angennes que es va fer un nom entre els filibusters abans d'intentar desarmar-los i esdevenir alguns anys més tard el més ric plantador de sucre de Martinica, gràcies al monopoli del comerç amb la Veneçuela espanyola.
Jean-Baptiste Colbert havia fundat l'any 1664 la Companyia de les Índies Occidentals que des del mateix any tenia el monopoli de les activitats a Àfrica, després d'haver continuat les activitats de la Companyia Francesa del Cap Verd i Senegal. La Companyia de les Índies fou dissolta l'any 1674, poc després de la creació de la Companyia del Senegal, a la que el rei va concedir el territori del Senegal que ja havia estat separat de la companyia de les Índies Occidentals.
La nova companyia no obstant no tenia el monopoli de la importació dels esclaus, que fou autoritzat també als negociants dels ports de Nantes i Sant-Malo i aviat de Bordeus, ja que les illes franceses de les Antilles desitjaven en endavant dedicar-se més àmpliament al sucre, pel que es necessitaven molts esclaus. Entre 1674 i 1682, la població negra de Martinica va quadruplicar passant de 2.400 a 10.600 persones.
El preu dels esclaus sobre la Costa d'Àfrica va augmentar llavors fortament degut a la demanda. La companyia del Senegal, patint una forta competència, es va dissoldre l'any 1681, deixant més d'un milió de llibres de deutes. Una nova companyia la reemplaça i subsistirà fins al 1694.
El 1685, els empleats de la companyia es van rebel·lar contra el director i el van enviar a Gorée. Aquest mateix any va entrar en vigor el Codi negre, que reglamentava la condició dels esclaus en les colònies franceses, que havia estat preparat per Colbert a partir de 1676, si bé fou el seu fill, el marquès de Seignelay, qui va donar els retocs finals al text.

## La companyia francesa de les Índies Occidentals
La companyia del Senegal va succeir des de 1672/1673 de manera provisional, i definitivament l'any 1674, a la companyia Francesa de les Índies Occidentals, que de 1664 a 1674 va ser una companyia privilegiada per carta reial i dotada del monopoli, negociat per Colbert, de l'explotació dels dominis africans i americans del regne de França. Aquesta companyia es va desenvolupar a la ciutat senegalesa de Ndar, rebatejada Sant-Louis en l'honor de Lluís XIV.
La companyia francesa de les Índies Occidentals es va dir inicialment « concessió reial del Senegal » i tenia per objecte l'intercanvi de teixits, vidres i ferros vinguts de França, contra ivori, pols d'or, oli de palma i goma produïts pel Senegal.
A poc a poc, els esclaus van servir també de moneda d'intercanvi, tot i que el comerç triangular no era pas a l'origen de la creació de la companyia.
Va fer prosperar la ciutat, i sobretot les mestisses de la regió, les signares.
La tesi de l'escriptor Jules Verne a la qual dona suport Léopold Sédar Senghor és que els mariners dieppesos van ser els primers europeus a la regió. Certs relats situen el descobriment del Cap Verd pels marins normands l'any 1364 o 1365 un segle abans gairebé de l'arribada dels portuguesos. El 1638, el navegant francès Thomas Lambert va instal·lar uns habitacles sobre l'illa de Bocos, al mig del riu Senegal, a continuació el 1659, un altre normand, Louis Caulier va decidir de desplaçar aquest embrió de població cap a una altra illa, la de Ndar.
La població de l'illa va arribar a aproximadament uns 10.000 habitants i es van donar nombrosos matrimonis entre francesos i dones negres lliures derivant una descendència mestissa que a poc a poc constituirà una elit afortunada.

## Des de 1672 una companyia germana britànica, la companyia Reial d'Àfrica
La dinastia dels Estuard britànica pel seu costat va crear el 1672 la companyia Reial Africana, dirigida pel cosí de Lluís XIV, el futur rei Jaume II. L'arribada d'aquestes dues companyies va contribuir a fer baixar el cost global dels esclaus, però també els marges de beneficis, a l'època on Lluís XIV i els seus cosins anglesos Estuard volien eliminar els bucaners que produïen tabac un mica per tot arreu del Carib, per establir plantacions més grans i més rendibles perquè descansaven sobre l'esclavatge.
Les dues noves societats, després de començaments difícils, van eliminar els holandesos de l'Àfrica occidental, als que recriminaven de traficar en armes amb els indis i els bucaners i de no pas sostenir prou ràpidament el desenvolupament del sucre. Els holandesos van reaccionar instal·lant el primer poble de colons, ben més al sud, al Cap de Bona Esperança, la primera verdadera colònia del continent i l'única mereixedora d'aquest nom fins al segle xix.
Després de la caiguda de Jaume II, exiliat a França i buscant reconquerir Anglaterra ajudat per la colònia d'irlandesos de Nantes, els britànics van passar a una política més dura contra els francesos i van ocupar Saint Louis, de gener a juliol de 1693. El 1701, els francesos obtindran el asiento, monopoli d'importació dels esclaus i van dominar l'Àfrica occidental.

## El 1680, emoció a les Antilles
El març de 1680, havia corregut el rumor al Cap-Francais, establiment de la costa nord de Santo Domingo, que la Companyia del Senegal, encarregada de proveir d'esclaus a totes les Antilles franceses, havia substituït al grup Oudiette, encarregat de la Hisenda del tabac, del qual havia organitzat la caiguda perquè Lluís XIV desitjava la promoció del sucre. El governador Pouancey hagué de restablir l'ordre.
El maig de 1681, en una petició adreçada al ministre Colbert, els habitants s'inquietaven de veure els més pobres dels seus camarades obligats a anar amb els filibusters per sobreviure a la caiguda dels preus del tabac. El 1682 la companyia va passar a la Companyia d'Àfrica només per dos anys i llavors es va fer càrrec la Companyia de Guinea.

## La companyia reial del Sénégal
- El 1694 es va crear la Companyia Reial del Senegal que va retornar a l'administració del Senegal. L'administrador, André Brue, fou capturat pel damel (rei) del Kayor i alliberat contra rescat (1701). Aquesta companyia va cessar en les seves activitats el 1709 i la va substituir la Companyia de Rouen

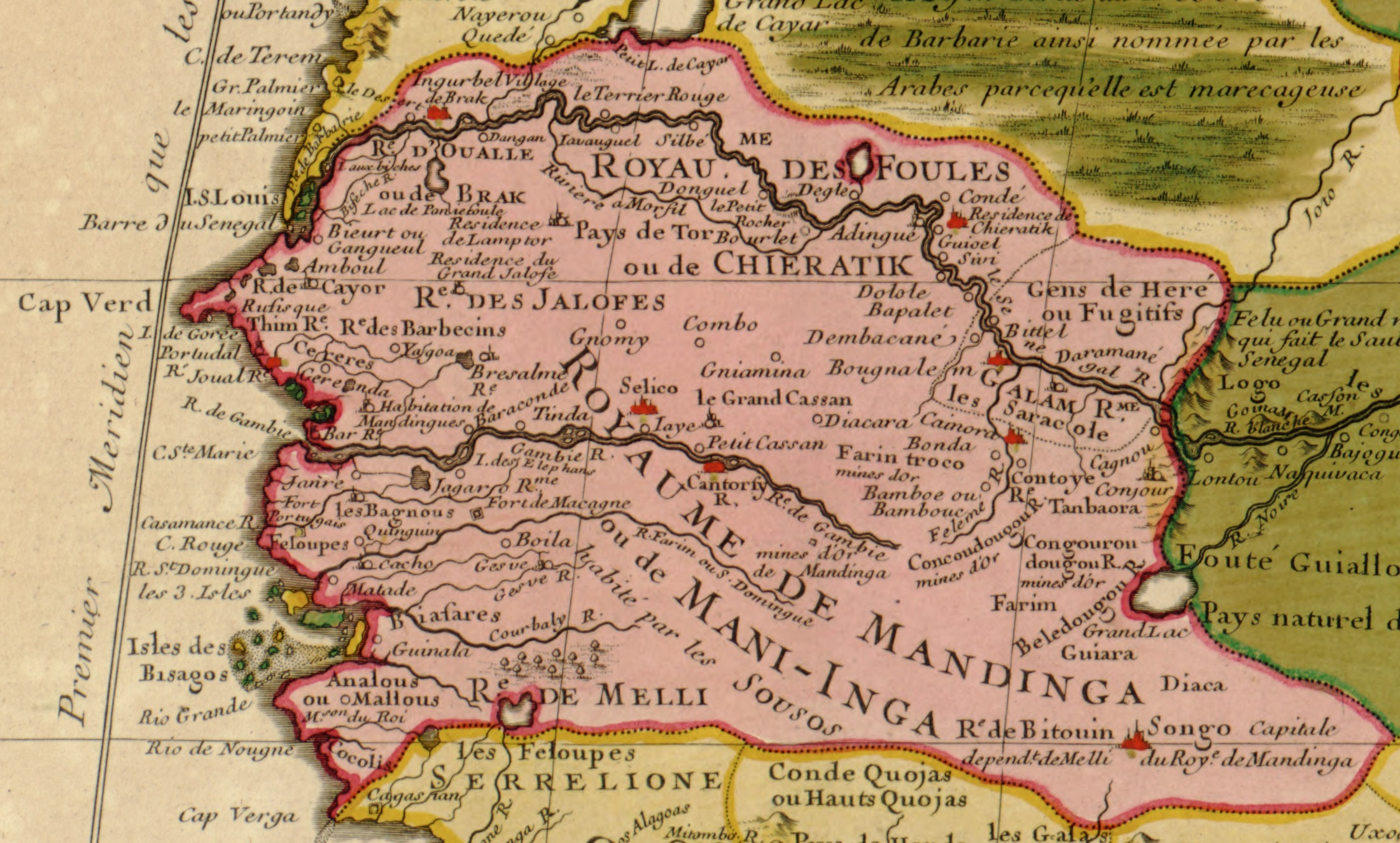
Un mapa de Guillaume Delisle (1770)